# 官帽厅民居
官帽厅又名沙帽厅、锡打笕，位于中国江西省宜黄县棠阴镇民主村陂头上，为吴姓家族的古宅。

## 历史
官帽厅由吴氏建于清初，占地面积1200平方，坐北朝南，左右对称、结构严谨。官帽厅还拥有棠阴古镇古宅最精美的砖檐。
1933年，红军第一军团曾在古宅驻扎，官帽厅为政治部驻地。

## 保护
2019年10月7日，官帽厅民居公布为第八批全国重点文物保护单位。
2021年，宜黄县利用国家文物局红色文物维修资金、江西省基层文物保护资金，对官帽厅民居等棠阴古建筑进行修缮。